# Jean-Marie Piret
Jean-Marie Piret (Doornik, 27 maart 1930 - Sint-Lambrechts-Woluwe, 7 november 2020) was een Belgisch magistraat. Van 1977 tot 1983 was hij  van kabinetschef van koning Boudewijn en van 1998 tot 2000 procureur-generaal bij het Hof van Cassatie.

## Biografie
Jean-Marie Piret liep school aan het Institut Saint-Boniface in Elsene. In 1952 promoveerde hij tot doctor in de rechten aan de Katholieke Universiteit Leuven.
Hij werd advocaat aan de balie te Brussel in 1955, parketsubstituut in Brussel in 1957, eerste substituut van het parket van Brussel in 1971 en procureur des Konings in 1983. Vanaf 1972 was hij tevens hoofd van de afdeling strafrechtelijke problemen van het secretariaat-generaal van de Europese Raad.
Van 1977 tot 1983 was Piret kabinetschef van koning Boudewijn, een functie die hij verliet om advocaat-generaal bij het Hof van Cassatie te worden. In 1998 werd hij procureur-generaal bij het Hof van Cassatie. Hij ging in 2000 met emeritaat.
Hij was voorzitter van de Vereniging van de Leopoldsorde, medeoprichter en voorzitter van Arc-en-Ciel, voorzitter van AMADE (vzw die hulp biedt aan kinderen en jongeren in nood en aan kansarme kinderen uit kwetsbare gezinnen) en voorzitter van de Lion-Francout-prijs, een instelling van openbaar nut die ieder jaar een blind persoon huldigde.